# 津花火大会

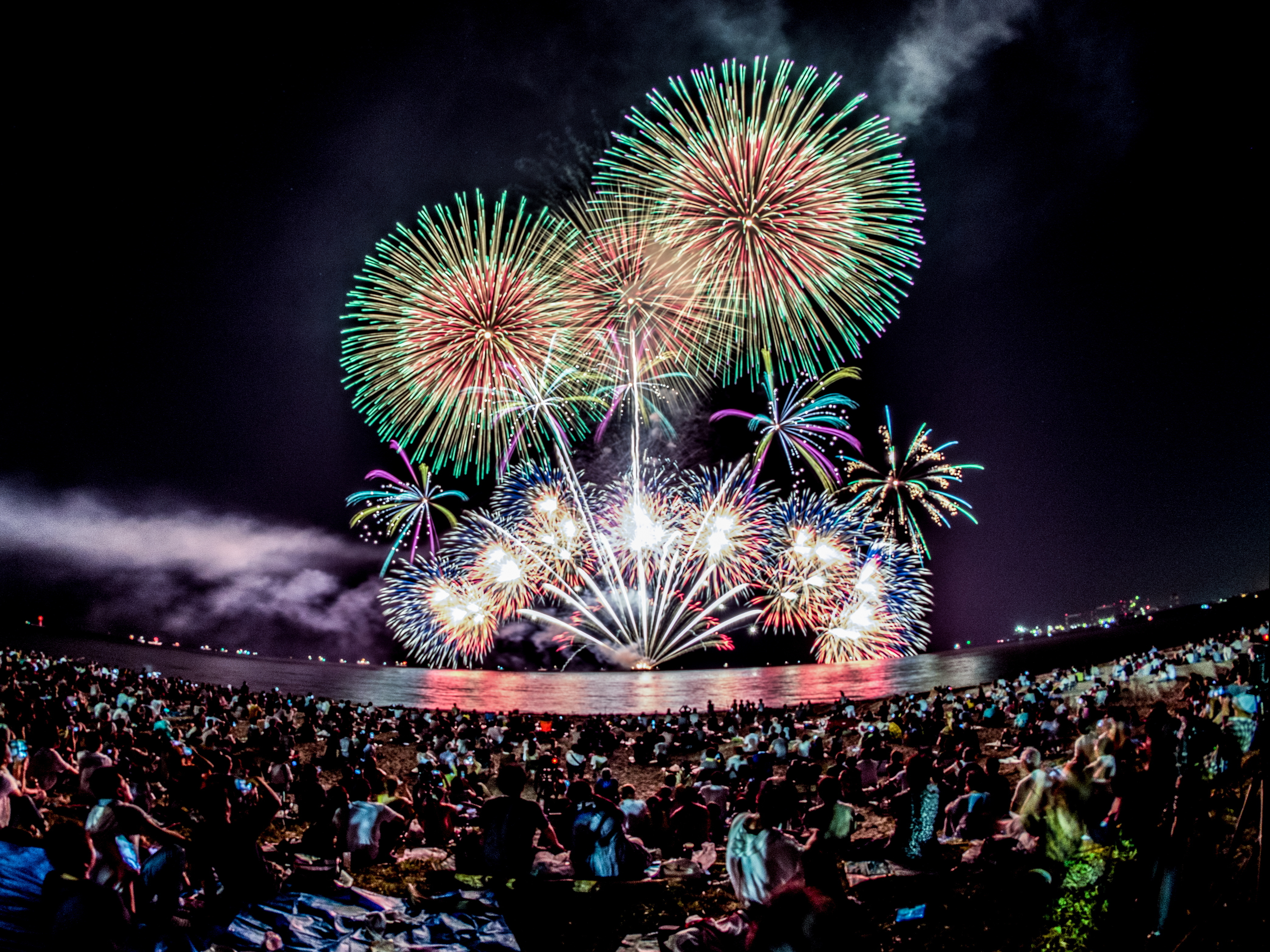
津花火大会

津花火大会（つはなびたいかい）は、三重県津市阿漕浦海岸で7月下旬から8月初旬にかけて開催される花火大会。

## 歴史
津市の夏の風物詩として大正時代にはじまり、第二次世界大戦にて一時中断したが、1950年（昭和25年）に新たに第1回大会としてスタートした。観覧席に限界まで近づけた台船上で、多彩なスターマインを短時間に次々と打ち上げる。海を舞台に繰り広げられる津花火大会の呼び物である海上花火は、疾走する船から次々と花火玉を海中に投げ込み、孔雀が一斉に羽を広げた華麗な姿を連想させる。有料観覧席などは設けられていない。依然は毎年8月1日となっており岩田川河口の海岸から米津にある津競艇に場所を移すなど
2017年は7月29日に開催された。
2020年4月8日、新型コロナウイルス感染症の拡大を受け、津市は対策本部会議を開き、この年の開催を中止すると発表した。2021年2月10日、実行委員会は2年連続の中止を発表した。

## 打ち上げ数
- 3,000発
- 2018年は1万1,500発

## 会場
- 三重県津市阿漕浦海岸

## アクセス
- JR・近鉄津駅東口、メッセウイング・みえ駐車場（無料）より有料臨時直行バス運行。